# Panicum turgidum
Panicum turgidum (Forssk.) és una gramínia que viu als semideserts del Vell Món. És comuna al sud del Sàhara i Aràbia, des del Senegal al Pakistan, els tuaregs la coneixen com afazo.
Panicum turgidum és una herba perenne que creix en grups d'un metre d'alt entre la sorra.
És tolerant a la secada i la salinitat i se'n fa farina, aliment pels ramats i control de l'erosió.